# Yoko Tani
Yoko Tani (谷洋子 Tani Yōko?,  2 de agosto de 1928 – 19 de abril de 1999) fue una actriz y artista de clubes nocturnos japonesa de origen francés, que tuvo una carrera en el cine japonés y europeo durante los años 1950 y 1960.

## Primeros años
Tani nació como Yōko Itani (猪谷洋子) en París en 1928, de padres japoneses Zenichi Itani y Taeko Egi. Su padre era un economista, y su madre una asociada de larga data de Oku Mumeo. Su abuela materna, Maseko, sirvió de modelo para un famoso cuadro de Kiyokata Kaburagi. Su bisabuelo, Gakusui Egi, fue un renombrado erudito confuciano y señor feudal del dominio de Fukuyama.
Los padres de Tani eran ambos diplomáticos en la embajada japonesa, con la propia Tani concebida en ruta durante una travesía a bordo de un barco desde Japón a Europa en 1927 y posteriormente nacida en París al año siguiente, por lo que se le dio el nombre de Yōko (洋子), una lectura de la cual puede significar "niño del océano." Tani interpretaría más tarde a la hija de un diplomático en Piccadilly Third Stop (1960). Se la ha descrito ocasionalmente como 'euroasiática', 'mitad francesa', 'mitad japonesa' e incluso, en una fuente, 'japonesa italiana', todas las cuales son incorrectas.
Según fuentes japonesas, la familia regresó a Japón en 1930, cuando Yoko todavía era un bebé, y no volvió a Francia hasta 1950, cuando terminó su escolaridad. Dado que había severas restricciones a los japoneses que viajaban fuera de Japón inmediatamente después de la Segunda Guerra Mundial, este habría sido un evento inusual; sin embargo, se sabe que Tani había asistido a una escuela de élite para niñas en Tokio  (Tokyo Women’s Higher Normal School, actualmente Ochanomizu University Senior High School), se graduó en la Universidad de Tsuda y posteriormente obtuvo una beca católica para estudiar estética en la Universidad de París (Sorbonne) con Étienne Souriau.

## Carrera

### Regreso a Francia (1950–1955)
Una vez de vuelta en París, Tani encontró poco interés en asistir a la universidad (aunque por su propia cuenta perseveró durante dos años a pesar de entender casi nada de lo que se estaba diciendo). En cambio, desarrolló una atracción más convincente por el cabaret, la discoteca y la sala de música de variedades, donde, estableciéndose como una exótica belleza oriental, rápidamente estableció una reputación por su provocativa "geisha" bailes, que generalmente terminaban con ella deslizándose fuera de su kimono. Fue aquí donde fue descubierta por Marcel Carné, quien la incorporó a su círculo de amigos directores y actores, entre ellos Roland Lesaffre, con el que más tarde se casaría.
Como resultado de ello, empezó a conseguir papeles en películas—empezando (tal vez predeciblemente) como bailarina japonesa, en Le port du désir de Gréville (1953–1954, estrenado en 1955)—y en el escenario, con un papel como Lotus Bleu en la Petite Maison de Thé (adaptación francesa de The Teahouse of the August Moon) en el Teatro Montparnasse, temporada 1954–1955.

### Lesaffre y Japón (1956)

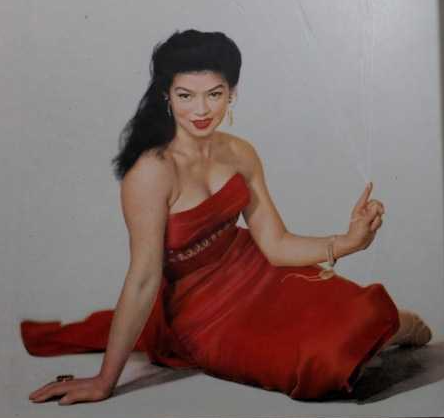
Tani en 1956

La participación de Tani en el cine se limitó, hasta mediados de los años cincuenta, a representar a orientales estereotipados en las películas francesas. Con el fin de la ocupación estadounidense de Japón en 1952, sin embargo, el propio cine japonés de posguerra irrumpió en la escena francesa, culminando en los años 1955 y 1956 cuando un total de seis películas japonesas, incluyendo Ikimono no Kiroku (I Live in Fear 生きものの記録) de Akira Kurosawa, se presentaron en Cannes. Fue en Cannes cuando Tani se puso en contacto por primera vez con Kurosawa, y el director Hisamatsu Seiji, contactos que llevaron a un viaje a Japón en 1956 de Tani y Lesaffre y su aparición conjunta en la producción de Toho  Hadashi no seishun (裸足の青春 fr. La jeunesse aux pieds nus), una película sobre la difícil vida de los católicos en las islas remotas de Kyushu, en el sur de Japón. Tani interpretó el papel de una 'mujer caída' que ha regresado a las islas desde Tokio (donde había huido para convertirse en stripper), y Lesaffre el del obispo local. Originalmente, la película iba a ser dirigida por el propio Kurosawa, pero al final fue su compañero de Toho, Taniguchi Senkichi. La ambición de Tani y Lesaffre era devolver la película a Francia y lanzarla en el mercado francés, objetivo que, sin embargo, nunca se alcanzó.
Durante el mismo viaje, y también para Toho, Tani tuvo un papel menor en Joshū to tomo ni (女囚と共に), de Hisamatsu, una variante del tema "mujeres en prisión", en la que interpretó a una católica japonesa occidentalizada llamada Marie. Esta película fue notable solo en que protagonizó a dos verdaderas leyendas del cine japonés: Hara Setsuko y Tanaka Kinuyo.

### Periodo internacional (1957–1962)
A principios de 1957, Tani apareció en un pequeño papel en su primera película en inglés: la producción de MGM de The Quiet American de Graham Greene, un drama político ambientado en la Indochina francesa. A pesar de ser una producción estadounidense, la película se rodó enteramente en Roma (con escenas de ubicación de Saigón añadidas), con Tani como anfitriona de un club nocturno vietnamita francófono.
Pero la verdadera "ruptura" de Tani en el cine de habla inglesa llegó con la producción de 1958 The Wind Cannot Read. Esta película, una historia de amor en tiempos de guerra, había sido originalmente un proyecto del productor británico Alexander Korda, y iba a ser dirigida por David Lean, que en 1955 viajó a Japón con el autor Richard Mason y la actriz japonesa Keiko Kishi como protagonista. Se exploraron lugares en la India, y la señora Kishi (entonces de 22 años) fue traída a Inglaterra para aprender suficiente inglés para el papel. En una etapa muy avanzada, el proyecto se desmoronó, y unos meses más tarde Korda murió. Las piezas fueron recogidas finalmente por la Rank Organisation, y se decidió producir la película utilizando el guión y los lugares ya establecidos por Lean, con una de las grandes estrellas de Rank, Dirk Bogarde, en el papel masculino, Ralph Thomas para dirigir, y Tani, que fue encontrada en París, para interpretar el papel principal femenino. La película fue un éxito comercial y una de las mejores películas británicas de ese año, y dio lugar a otros papeles en otras coproducciones británicas --- como el Inuit Asiak en el anglo-francés-italiano The Savage Innocents (Les Dents du diable) (1959 - nominado para la Palma de Oro en Cannes en 1960), y como la ingenua Seraphina en Piccadilly Third Stop (1960).
Aparte de The Quiet American, sus únicos otros papeles de "Hollywood" fueron en My Geisha (1962, filmada en Japón) y la comedia de Dean Martin Who's Been Sleeping in My Bed? (1963, Paramount Studios Los ángeles).
A pesar de ser un personaje exótico, Tani tuvo que interpretar algunos papeles inusuales como resultado, como lo demuestra su representación del médico/científico japonés Sumiko Ogimura en la producción cinematográfica auto conscientemente internacionalista alemana/polaca de 1959 de la novela de Stanisław Lem The Astronauts, Der schweigende Stern (First Spaceship on Venus), y como Ishii Hanako, esposa de derecho común japonesa del doble agente alemán Richard Sorge en Verrat an Deutschland de Veit Harlan.
Tal vez aún más inusual (para la época) fue su viaje a Vancouver, Canadá en 1962 para interpretar el papel de Mary Ota en The Sweet and the Bitter de James Clavell, que trata sobre las consecuencias del internamiento de los japoneses canadienses durante la guerra y la pérdida de sus propiedades y negocios. Ota, una joven japonesa, regresa a la Columbia Británica después de una ausencia de veinte años para vengar la muerte del campo de internamiento de su padre, su odio dirigido hacia el hombre que robó los barcos de pesca de su padre. La postproducción se completó en 1963, pero no hubo lanzamiento en América del Norte debido a dificultades legales y financieras. British Lion financió finalmente una proyección de la película en Londres en 1967.

### Espías, espada y sandalia (a partir de 1963)
1962/63 marcó un cambio en la carrera de Tani: un regreso (una vez más) a Francia y el fin definitivo de su matrimonio con Lesaffre. A partir de este momento, se concentraría más estrictamente en Europa y trabajaría principalmente en el cine péplum italiano de bajo presupuesto y en papeles femme fatale en dramas televisivos británicos como Danger Man y Man in a Suitcase.
A pesar de su participación en el cine, Tani nunca abandonó su afición por la discoteca y el cabaret. La productora británica Betty Box, cuando buscaba a la protagonista femenina de The Wind Cannot Read (vide supra), escribió:

Como Richard [Mason] sugirió, había sido extremadamente difícil echar a la chica japonesa -- pasamos meses en eso, y casi nos dimos por vencidos. Finalmente encontramos a Yoko Tani en, de todos los lugares, un club de chicas -- más o menos un club de striptease -- en París, y nos encantó la reacción de Richard hacia ella.

Y, de un relato de la década de 1960 del conocido club nocturno  Le Crazy Horse de Paris:

[Le] Crazy Horse Saloon es un campo de entrenamiento para estrellas. De la primera a la última las strippers todos tienen nombres que es probable que aparezcan en el cine o la vida social parisina: Yoko Tani, Rita Renoir, Rita Cadillac, Dodo d'Hambourg, Bertha von Paraboum, etc.

Aún en 1977, fue encontrada en São Paulo, donde tuvo un pequeño papel en la sexploitation del director chino-brasileño Juan Bajon O Estripador de Mulheres:

Pero las imágenes de la sensualidad nipo-brasileña, tanto explícitas como potenciales, no se limitaban al cine: en 1977, Yoko Tani protagonizó un espectáculo de travestís en el centro de São Paulo...

Ho Ai Li, editora asistente de 'The Straits Times', (18/10/15), cita a Tani diciendo que cuando estaba en Singapur, filmó Goldsnake:

En Singapur, dijo a los medios de comunicación: "Me dijeron que Singapur era el París del Este, (pero) una cosa es muy diferente. En París, el gobierno tiene que sobornar a los comerciantes para que sonrían con los visitantes. Aquí, todo el mundo sonríe todo el tiempo."

## Vida personal
El matrimonio de 1956 de Tani con Roland Lesaffre no tuvo hijos, y terminó en divorcio en 1962. Lesaffre afirmó en su autobiografía Mataf (éditions Pygmalion, 1991), que el suyo fue el primer matrimonio franco-japonés después de la Segunda Guerra Mundial – posiblemente cierto, pero casi imposible de verificar.
En una vida posterior, Tani se volvió a casar y se casó con Roger Laforet, natural de Binic, Côtes-d'Armor (Bretaña). Rico industrial, Laforet era socio del barón Marcel Bich, cofundador del imperio BIC de productos de consumo. Los últimos años de Tani se pasaron entre París y su casa en Paimpol con vistas al mar.

## Muerte
Tani murió en París, de cáncer, y está enterrado en Binic junto con Laforet, que la precedió por seis años. Su tumba lleva la inscripción bretona «Ganeoc'h Bepred» (aproximadamente, "Always With You"). Le sobrevivió su hermana menor, Eiko (英子).

## Legado
Su primer nombre inspiró al personaje de cómic belga Yoko Tsuno de Roger Leloup.

## Cine
- 1954 (Francia) : Le port du désir dir. Edmond T. Gréville - unnamed dancer
- 1954 (Francia) : Les Clandestines dir. Raoul André - unnamed Chinese girl
- 1954 (Francia) : Ali Baba et les Quarante voleurs dir. Jacques Becker
- 1954 (Francia) : Women Without Hope dir. Raoul André - unnamed Eurasian
- 1954 (Francia) : The Babes Make the Law dir. Raoul André - The Lotus Flower
- 1954 (Alemania Occidental) : Verrat an Deutschland dir. Veit Harlan - Hanako (Sorge's Japanese common-law wife)
- 1955 (Francia) : The Price of Love dir. Maurice de Canonge - unnamed dancer
- 1955 (Francia) : Gueule d'ange dir. Marcel Blistène - Bamboo Flower
- 1955 (Francia) : Maid in Paris dir. Pierre Gaspard-Huit, released 1956 - unnamed student
- 1955 (Francia) : À la manière de Sherlock Holmes dir. Henri Lepage
- 1956 (Japón) : 裸足の青春 - Hadashi no seishun / Barefoot Youth dir. 谷口千吉 / Senkichi Taniguchi - Okano Mariko (岡野マリ子)
- 1956 (Japón) : 女囚と共に - Joshū to tomo ni / Women in Prison dir. 久松静児 / Seiji Hisamatsu - Marie (マリー), a prisoner
- 1956 (Francia) : Mannequins of Paris dir. André Hunebelle - Lotus
- 1957 (Francia) : The Ostrich Has Two Eggs dir. Denys de La Patellière - la comtesse Yoko
- 1957 (Francia) : La Fille de feu dir. Alfred Rode - Zélie
- 1958 (Italia) : The Quiet American dir. Joseph L. Mankiewicz - head nightclub hostess
- 1958 (Reino Unido) : The Wind Cannot Read dir. Ralph Thomas - Aiko Suzuki (Sabby)
- 1959 (Alemania Oriental/Polonia) : Der schweigende Stern/Milcząca Gwiazda - The Silent Star/First Spaceship on Venus dir. Kurt Maetzig & Hieronim Przybył - Sumiko Ogimura MD
- 1959 (Francia/Italia/Reino Unido) : The Savage Innocents dir. Nicholas Ray - Asiak
- 1960 (Reino Unido) : Piccadilly Third Stop dir. Wolf Rilla - Seraphina Yokami
- 1961 (Italia/Francia) : Ursus and the Tartar Princess  dir. Remigio Del Grosso - Princess Ila
- 1961 (Italia) : Samson and the Seven Miracles of the World - Samson and the Seven Miracles of the World dir. Riccardo Freda - Princess Lei Ling
- 1961 (Italia/Francia) : Marco Polo dirs. Hugo Fregonese, Piero Pierotti - Princess Amurroy
- 1962 (USA/Japón) : My Geisha dir. Jack Cardiff - Kazumi Ito
- 1962 (Canadá) : The Sweet and the Bitter, dir. James Clavell, released 1967 - Mary Ota
- 1963 (USA) : Who's Been Sleeping in My Bed? dir. Daniel Mann - Isami Hiroti
- 1964 (Italia) : Last Plane to Baalbek dir. Hugo Fregonese & Giuliano Carnimeo - Asia
- 1964 (Alemania Occidental) : The Secret of Dr. Mabuse dir. Hugo Fregonese - Mercedès
- 1964 (Italia) : Bianco, Rosso, Giallo, Rosa - The Love Factory, dir. Massimo Mida - Yoko
- 1965 (Italia/Francia) : OSS 77 – Operazione fior di loto dir. Bruno Paolinelli
- 1965 (Italia) : Agent Z-55, Desperate Mission dir. Roberto Bianchi Montero - Su Ling
- 1965 (Reino Unido) : Invasion dir. Alan Bridges - Chief of the "Lystrians"
- 1966 (Italia) : The Spy Who Loved Flowers dir. Umberto Lenzi - Mei Lang
- 1966 (España/Italia/Francia) : Goldsnake 'Anonima Killers'  dir. Ferdinando Baldi - Annie Wong
- 1967 (Italia) : Le 7 cinesi d'oro dir. Vincenzo Cascino - La giapponese
- 1977 (Brasil) : O Estripador de Mulheres dir. Juan Bajon
- 1978 (Francia) : Ça fait tilt dir. André Hunebelle - Youyou

## Televisión
- 1960 (UK) : Chasing the Dragon - BBC television (scriptwriter Colin Morris)
- 1961 (UK) : Rashomon - BBC television adaptation dir. Rudolph Cartier - The Wife
- 1961 (USA) : Here's Hollywood - NBC Television; temporada 1, episodio 28 (broadcast 26 April 1961) - herself
- 1962 (USA) : Ben Casey - temporada 1, episodio 27, "A Pleasant Thing for the Eyes" - Aiko Tanaka
- 1963 (UK) : Edgar Wallace Mysteries - episodio 31, "The Partner" (basada en A Million Dollar Story (1926)) dir. Gerard Glaister[30] - Lin Siyan
- 1964 (UK) : Drama '64 - ITV; episodio "Miss Hanago" (broadcast 22 de noviembre de 1964) - Miss Hanago
- 1966 (UK) : Armchair Theatre - Associated British Corp. - episodio "The Tilted Screen" - Michiko
- 1967 (UK) : Danger Man - ITV; temporada 4, episodio 1, "Koroshi" - Ako Nakamura
- 1967 (UK) : Danger Man - ITV; temporada 4, episodio 2, "Shinda Shima" - Miho
- 1967 (UK) : Man in a Suitcase - ITV; episodio 5, "Variation on a Million Bucks pt. 1" - Taiko
- 1967 (UK) : Man in a Suitcase - ITV; episodio 6, "Variation on a Million Bucks pt. 2" - Taiko
- 1968 (Francia/Canadá) : Les Dossiers de l'agence O - episodio 10, "L'arrestation du musicien" - Kikou - la stripteaseuse
- 1971 (UK) : Shirley's World - ITV; episode 12, "A Girl Like You" (fecha de transmisión en UK el 23 de junio de 1972) - Okiyo
- 1972 (Francia/Quebec) : Le Fils du ciel - ORTF/Télévision de Radio-Canada - Gisèle Lelarge
- 1991 (Francia) : Série rose (erotic anthology) - FR3; episodio "Le lotus d'or" dir. Walerian Borowczyk - Dame Lune

## Teatro
- 1954 (Francia) : Namouna de Jacques Deval - Théâtre de Paris - Sao-Ming
- 1955 (Francia) : La petite maison de thé adaptada por Albert Husson - Teatro Montparnasse - Lotus Bleu
- 1958 (Francia) : Chérie Noire de François Campaux, Théâtre Michel - Chérie
- 1965 (UK) : The Professor de Hal Porter, Royal Court Theatre - Fusehime Ishimoto (housemaid)
- 1967 (Francia) : Une femme à louer de François Campaux, mise en scène Christian Alers, Théâtre de la Potinière

## References
1. 1 2 3  fr:Yoko Tani
2. 1 2 3  «谷洋子(たに ようこ)とは - コトバンク». kotobank.jp. Consultado el 4 de enero de 2015.
3. 1 2  mr.yunioshi. «女優編：海外の映画シーンで活躍する日本人スター＆スタッフ». yunioshi.com. Consultado el 4 de enero de 2015.
4. ↑  https://j-art.hix05.com/37kiyokata/kiyokata12.akashi.html
5. ↑  「谷 洋子―国際女優のさきがけ」『女のきっぷ―逆境をしなやかに』(1st Edition) Mayumi Mori (森まゆみ), Iwanami Shoten, Tokyo 2014, ISBN 978-4-00-025978-1
6. ↑  «Yoko Tani» (JPG). Consultado el 30 de agosto de 2023.
7. ↑  ibid
8. ↑  Film fatales: Women in espionage films and television, 1962–1973 Tom Lisanti, Louis Paul p 282
9. ↑  The Film Daily 129. Wid's Films and Film Folk Incorporated. 1966. Consultado el 4 de enero de 2015.
10. ↑  «映画の國 || コラム ||». eiganokuni.com. Consultado el 4 de enero de 2015.
11. ↑  Video en YouTube.
12. ↑  «Reperes biographiques de Roland Lesaffre, Filmographie de Roland Lesaffre, ses décorations | Marcel Carné». marcel-carne.com. 10 August 2010. Consultado el 4 de enero de 2015.
13. ↑  «Affiches de Théâtre - La Petite maison de thé de John PATRICK - Théâtre Montparnasse 1955». regietheatrale.com. Consultado el 4 de enero de 2015.
14. ↑  https://www.ina.fr/ina-eclaire-actu/video/i00001870/derniers-moments-du-festival-1955
15. ↑  «裸足の青春(1956) | Movie Walker». movie.walkerplus.com. Consultado el 4 de enero de 2015.
16. ↑  «Photographies de Roland Lesaffre | Marcel Carné». marcel-carne.com. 12 de agosto de 2010. Consultado el 4 de enero de 2015.
17. ↑  David Lean: A Biography Kevin Brownlow Faber&Faber, London 1996 pp 331-341
18. ↑  Vagg, Stephen (4 de julio de 2025). «Forgotten British Film Studios: The Rank Organisation, 1960». Filmink. Consultado el 4 de julio de 2025.
19. ↑  Canada and Canadians in Feature Films: A Filmography, 1928–1990 Ian K. Easterbrook, Susan Waterman MacLean, University of Guelph, 1996 p 60
20. ↑  https://www.youtube.com/watch?v=80MFEqZzzLw
21. ↑  Gerald Pratley, Torn Sprockets: Uncertain Projection of the Canadian Film. University of Delaware Press, 1987. p. 176.
22. ↑  Lifting the Lid: the Autobiography of Film Producer Betty Box, OBE   Betty Evelyn Box, University of Michigan Press, 2000
23. ↑  A Parisian's guide to Paris  Henri Gault, Christian Millau Random House, 1969
24. ↑  A Discontented Diaspora: Japanese Brazilians and the Meanings of Ethnic Militancy 1960–1980 Jeffrey Lesser, Duke University Press 2007
25. ↑  «1991 - L'autobiographie de Roland Lesaffre : Mataf | Marcel Carné». marcel-carne.com. 12 de agosto de 2010. Consultado el 4 de enero de 2015.
26. ↑  «Binic-Etables-sur-Mer. Hommage à l'actrice japonaise Yoko Tani». 22 de julio de 2017.
27. ↑  «BINIC (22) : cimetière - Cimetières de France et d'ailleurs». landrucimetieres.fr. Consultado el 4 de enero de 2015.
28. ↑  https://www.ouest-france.fr/bretagne/binic-22520/binic-etables-sur-mer-hommage-l-actrice-japonaise-yoko-tani-5151480
29. ↑  «Roger Leloup».
30. ↑  «» EDGAR WALLACE AT MERTON PARK – by Tise Vahimagi.». mysteryfile.com. Consultado el 4 de enero de 2015.